# Temporada 2019 del Campeonato de España de Carreras de Camiones
La Temporada 2019 del Campeonato de España de Carreras de Camiones (CECC) fue la primera disputada de este campeonato, creado tras la negación de la FIA a dejar participar a varios pilotos españoles en el GP Camión de España junto con los pilotos europeos.

## Sistema de competición
En la carrera 1 del GP Camión del Jarama el orden de salida se establece mediante una sesión de clasificación, mientras que en la carrera 2 los pilotos parten de la posición en la que han finalizado la carrera 1.
En las carrera 1 y 3 del GP Camión de España el orden de salida se establece mediante una sesión de clasificación, mientras que en las carreras 2 y 4 los pilotos parten de la posición en la que han finalizado la carrera 1 y 3 a excepción de los cuatro primeros que invierten sus posiciones, de modo que el ganador de la carrera 1/3 saldrá cuarto en la carrera 2/4, el segundo clasificado saldrá tercero, el tercero saldrá segundo y el cuarto saldrá primero.

#### Sistema de puntuación
Todas las carreras del campeonato siguen este sistema de puntuación:
| Posición | 1.º | 2.º | 3.º | 4.º | 5.º | 6.º | 7.º | 8.º | 9.º | 10.º |
| Puntos   | 20  | 15  | 12  | 10  | 8   | 6   | 4   | 3   | 2   | 1    |

## Calendario
La temporada consta de dos eventos, el GP Camión del Jarama, celebrado el 13 de abril de 2019, y el GP Camión de España, junto al Campeonato de Europa de Camiones, el 5 y 6 de octubre de 2019. Además se disputó otra ronda adicional, no puntuable para el campeonato, en el Circuito Ricardo Tormo.
| Ronda | Ronda | Circuito            | Fecha        |
| ----- | ----- | ------------------- | ------------ |
| 1     | C1    | Circuito del Jarama | 13 de abril  |
| 1     | C2    | Circuito del Jarama | 13 de abril  |
| 2     | C1    | Circuito del Jarama | 5 de octubre |
| 2     | C2    | Circuito del Jarama | 5 de octubre |
| 2     | C3    | Circuito del Jarama | 6 de octubre |
| 2     | C4    | Circuito del Jarama | 6 de octubre |

## Equipos y pilotos
| Dorsal | Equipo                       | Camión           | Piloto                     | Rondas |
| ------ | ---------------------------- | ---------------- | -------------------------- | ------ |
| 4      | Reboconort Racing Truck Team | MAN F200         | Eduardo Rodrigues          | 2      |
| 8      | Paños Albacete Team          | Mercedes-Benz SK | David Paños                | 2      |
| 16     | Maraña Team                  | Sisu SL250       | Aarón Bastián              | 1      |
| 25     | Murcia Racing Truck          | MAN TGA          | Pedro Marco                | Todas  |
| 26     | Murcia Racing Truck          | Iveco PowerStar  | Pedro Ignacio García Marco | Todas  |
| 33     | Orlando Rodríguez Ruiz       | Mercedes-Benz    | Orlando Santos             | Todas  |
| 48     | Nicolás García Carbonell     | Mercedes-Benz SK | Nico García                | Todas  |
| 66     | Alvi Truck Sport             | MAN F200         | Josy Vila                  | Todas  |
| 68     | Astur Truck Racing           | Sisu SL250       | Alejandro Díaz             | 2      |
| 69     | Team Colorines               | Renault 290G     | Francisco Navarro          | Todas  |

## Clasificaciones

#### Clasificación general
| Pos  | Piloto                     | JAR | JAR | JAR | JAR | JAR | JAR | Pts |
| ---- | -------------------------- | --- | --- | --- | --- | --- | --- | --- |
| 1.º  | Josy Vila                  | 1   | 1   | 2   | 1   | 1   | 1   | 115 |
| 2.º  | Pedro Marco                | 3   | 2   | 1   | 2   | 2   | 3   | 89  |
| 3.º  | Pedro Ignacio García Marco | 2   | 3   | 3   | 3   | 4   | 4   | 71  |
| 4.º  | Nico García                | 4   | 4   | 4   | 4   | 5   | 5   | 56  |
| 5.º  | Eduardo Rodrigues          |     |     | 8   | DNS | 3   | 2   | 30  |
| 6.º  | David Paños                |     |     | 5   | 5   | 6   | 6   | 28  |
| 7.º  | Francisco Navarro          | 6   | 6   | 7   | 6   | DNS | 7   | 26  |
| 8.º  | Orlando Santos             | 5   | 5   | 9   | 8   | 8   | Ret | 24  |
| 9.º  | Alejandro Díaz             |     |     | 6   | 7   | 7   | Ret | 13  |
| 10.º | Aarón Bastián              | 7   | Ret |     |     |     |     | 4   |

#### Clasificación general Trofeo Piloto Junior
| Pos | Piloto      | JAR | JAR | JAR | JAR | JAR | JAR | Pts |
| --- | ----------- | --- | --- | --- | --- | --- | --- | --- |
| 1.º | Josy Vila   | 1   | 1   | 2   | 1   | 1   | 1   | 115 |
| 2.º | Pedro Marco | 2   | 2   | 1   | 2   | 2   | 2   | 95  |
| 3.º | Nico García | 3   | 3   | 3   | 3   | 3   | 3   | 72  |

#### Clasificación general Trofeo Piloto ROOKIE
| Pos | Piloto      | JAR | JAR | JAR | JAR | JAR | JAR | Pts |
| --- | ----------- | --- | --- | --- | --- | --- | --- | --- |
| 1.º | Nico García | 1   | 1   | 1   | 1   | 1   | 1   | 120 |